# Mo' Wax
Mo' Wax è una casa discografica britannica fondata nel 1992 da James Lavelle. Da allora ha pubblicato gli album di vari artisti, tra cui DJ Krush, DJ Shadow, Blackalicious, AIR, David Axelrod e Money Mark.